# Joppiesauce

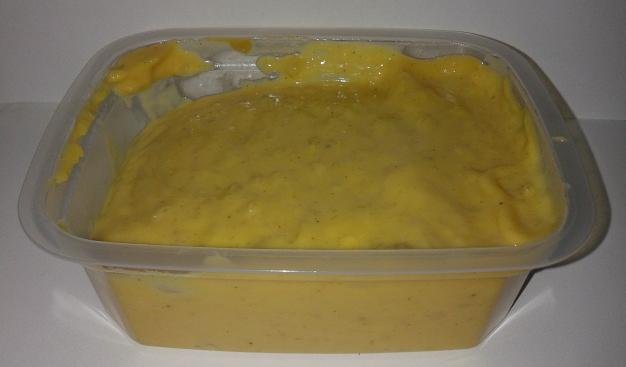
Joppiesaus

Joppiesauce (niederländisch Joppiesaus) ist eine aus den Niederlanden stammende kalte, gelbliche Sauce aus Mayonnaise, Zwiebeln und Currygewürzmischung. Sie wird vor allem zu Pommes frites und verschiedenen Snacks gegessen. Pommes mit Joppiesauce heißen im Herkunftsland patatje Joppie.
In den Niederlanden ist die Joppiesauce in den meisten Imbissbuden und einigen Supermärkten erhältlich. Außerhalb der Niederlande wird sie meist in Imbissbuden angeboten, die sich auf niederländische Pommes spezialisiert haben; im Grenzgebiet zu den Niederlanden ist sie darüber hinaus in vielen Pommesbuden und Supermärkten erhältlich.

## Geschichte
Joppiesauce wurde 2002 oder 2003 im Schnellrestaurant Annie’s Snack Bar im niederländischen Glanerbrug (bei Enschede) von Janyne de Jager, Spitzname „Joppie“, kreiert und angeboten. Seit einer Werbekampagne (Maak de Smaak) im Jahr 2010, bei der die Kartoffelchipsmarke Lay’s in den Niederlanden nach Vorschlägen für eine neue Geschmacksrichtung suchte, zählt die Sorte Patatje Joppie zu deren regulärem Angebot.

## Zutaten und Geschmack
Basis der Joppiesauce ist die gleiche wie bei den meisten Pommessaucen: Öl, Wasser und ein Emulgator. Auf der Zutatenliste nennt der Hersteller in absteigender Reihenfolge Pflanzenöl (Raps, Rapssamen), Wasser, 15 % Zucker, 11 % Zwiebeln, Speisesäuren: (Essigsäure, Zitronensäure, Milchsäure, Natriumlactat), Eigelb, modifizierte Maisstärke, Weizenstärke (Gluten), Salz, Konservierungsmittel: E202 / E211, Maltodextrin, Verdickungsmittel: E412 / E415, Antioxidationsmittel: E392 / E385, Kartoffelstärke, Farbstoffe: (Carotin, Lutein, E150c), Kräuter, Tomatenmark, Aroma (Soja), Weizenmehl (Gluten), Gemüsepulver, Gewürze, Erbsenfasern, Süßungsmittel: (Acesulfamid -K), Aspartam (enthält eine Phenylalaninquelle)), Sellerie, Senf.
Die vom Hersteller genannte Mischung aus „Kräuter und Gewürzen“ erinnert offensichtlich an Curry. Das Originalrezept der Joppiesauce ist nicht veröffentlicht. Allerdings kursieren verschiedene Rezepte im Internet. Ihnen zufolge bestehe Joppiesauce im Wesentlichen aus Pommessauce, einer indischen Curry-Gewürzmischung und Zwiebeln.

## Produktion
Produziert wird die Joppiesauce vom niederländischen Nahrungsmittelhersteller Elite in Neede, der das Originalrezept aus der Cafeteria in Glanerbrug gekauft hat und die Markenrechte besitzt.